# Connan Mockasin

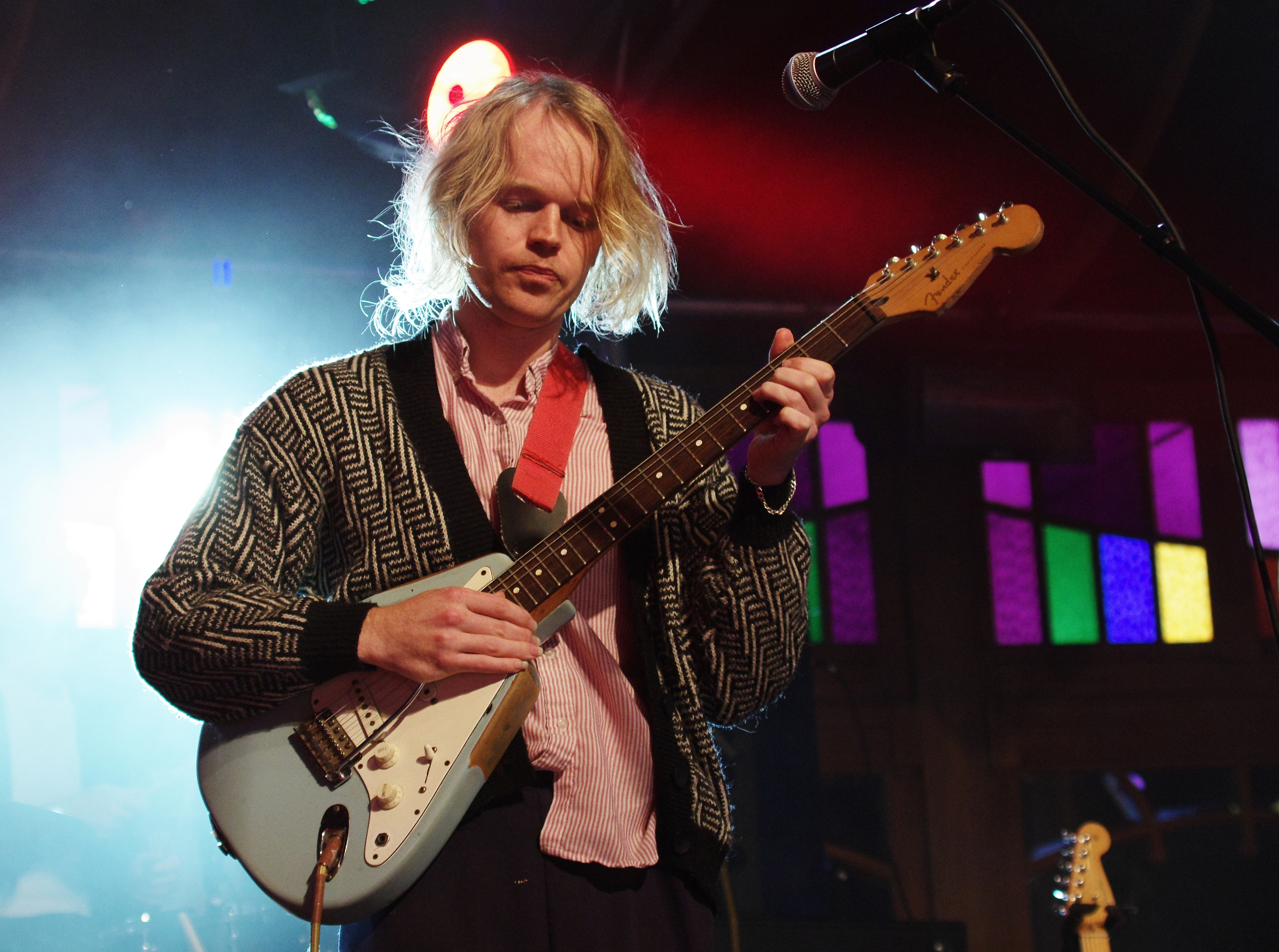
Connan Mockasin in 2013

Connan Mockasin is een psychedelische popmuzikant uit Te Awanga, Nieuw-Zeeland. Voorheen speelde hij in de band 'Connan and the mockasins'. Met Liam Finn maakte hij in 2010 een album onder de naam BARB en toerde in het voorprogramma van Crowded House. Connan woont thans in Londen.

## Discografie
- 2004 - Naughty Holidays
- 2006 - Uuu It's Teasy
- 2007 - Sneaky sneaky dogfriend
- 2011 - Please Turn Me into the Snat (heruitgebracht als Forever Dolphin Love)
- 2013 - Caramel
- 2018 - Jassbusters

Met BARB:
- BARB - BARB, 2010